# Đại hội Đảng Cộng sản Liên Xô lần thứ XXIII
Đại hội Đảng lần thứ 23 Đảng Cộng sản Liên Xô đã diễn ra tại Moscow, Nga Xô, từ ngày 29/3 đến ngày 8/4/1966. Đây là Đại hội đầu tiên của Leonid Brezhnev trong vai trò lãnh đạo của Đảng và nhà nước. Vị trí Bí thư thứ nhất (do Brezhnev nắm giữ) được đổi tên thành Tổng bí thư, được đặt tên từ năm 1922 đến 1952. Đại hội đã bầu ra Trung ương Đảng khóa 23.
Leonid Brezhnev, Gennady Voronov, Andrei Kirilenko, Alexei Kosygin, Kirill Mazurov, Arvid Pelshe, Nikolai Podgorny, Dmitry Polyansky, Mikhail Suslov, Alexander Shelepin và Petro Shelest được bầu làm ủy viên chính thức của Bộ Chính trị lần thứ 23, trong khi Viktor Grishin, Pyotr Demichev, Dinmukhamed Konayev, Pyotr Masherov, Vasil Mzhavanadze, Sharof Rashidov, Dmitriy Ustinov và Volodymyr Shcherbytsky được bầu làm ủy viên dự khuyết.
Vào ngày 4/4, tàu thăm dò Liên Xô Luna 10, tàu vũ trụ đầu tiên quay quanh Mặt trăng, đã phát đi bản ghi của Quốc tế ca cho Đại hội.